# Szieden
Szieden (1936 bis 1945 Schieden, litauisch Žydžiai) ist ein untergegangener Ort im Rajon Krasnosnamensk der russischen Oblast Kaliningrad.
Auf dem Gebiet der ehemaligen Gemeinde Szieden/Schieden befindet sich heute die nach 1945 neu errichtete Siedlung Mirny einige hundert Meter nördlich des ehemaligen Ortskernes. Dieser ist über eine Abzweigung von der Regionalstraße 27A-012 (ex R509) aus zu erreichen. Bis 1945 war Willuhnen die nächste Bahnstation an der Bahnstrecke Grumbkowkeiten/Grumbkowsfelde–Schirwindt der Pillkaller Kleinbahn, die nicht mehr in Betrieb ist.

## Geschichte

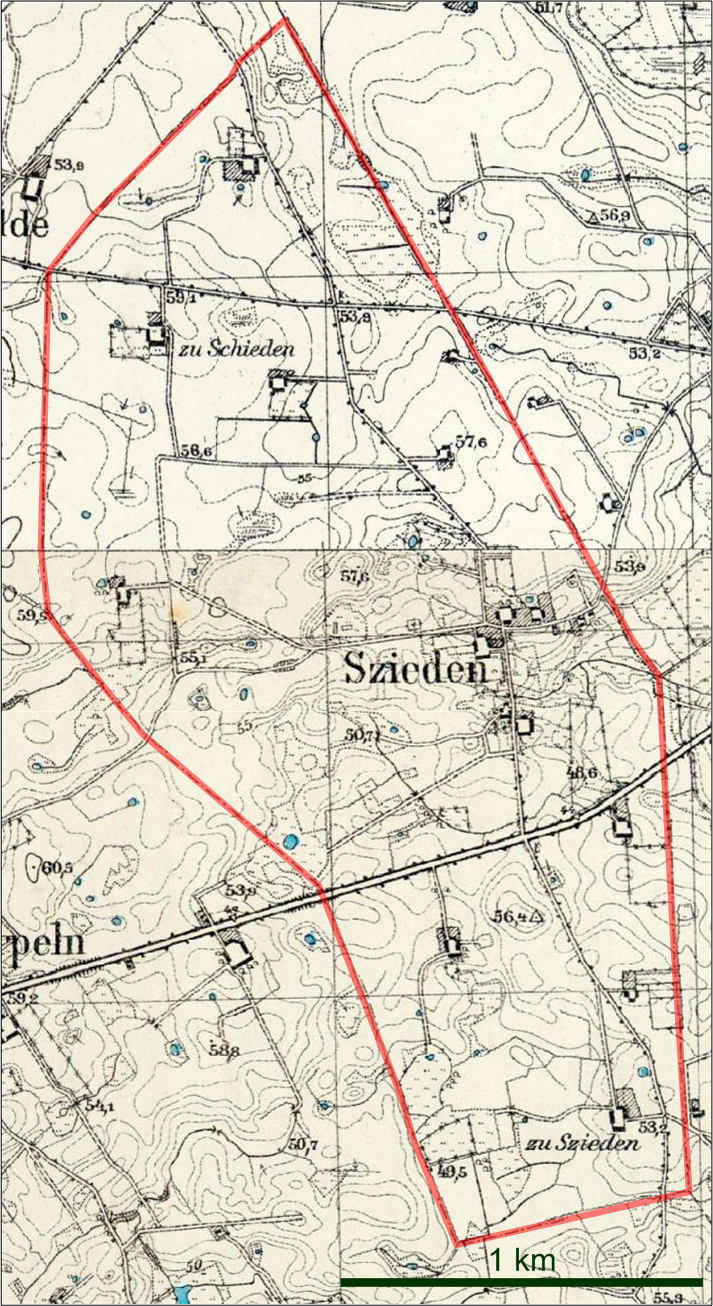
Die Landgemeinde Szieden auf einem Messtischblatt von 1931

Der kleine Ort mit dem Namen Szieden fand 1625 zum ersten Mal Erwähnung. Um 1780 war Szieden, das auch Sieden genannt wurde, ein königliches Bauerndorf. 1874 wurde die Landgemeinde Szieden in den neu gebildeten Amtsbezirk Willuhnen im Kreis Pillkallen eingegliedert. Am 17. September 1936 änderte man die Namensschreibweise von Szieden offiziell in „Schieden“.
Nach 1945 wurde zu einem unbekannten Zeitpunkt auf dem Gebiet der ehemaligen Gemeinde Szieden die neue russische Siedlung Mirny eingerichtet, offenbar ohne einen Bezug dazu zu haben.

### Einwohnerentwicklung
| Jahr | Einwohner |
| ---- | --------- |
| 1867 | 149       |
| 1871 | 145       |
| 1885 | 149       |
| 1905 | 114       |
| 1910 | 125       |
| 1933 | 105       |
| 1939 | 95        |

## Kirche
Das Dorf Szieden resp. Schieden war bis 1945 mit seiner fast ausnahmslos evangelischen Bevölkerung in das Kirchspiel der Kirche Willuhnen eingepfarrt. Es war Teil des Kirchenkreises Pillkallen (Schloßberg) innerhalb der Kirchenprovinz Ostpreußen der Kirche der Altpreußischen Union.